# 勝手
| ウィキペディアには「勝手」という見出しの百科事典記事はありません（タイトルに「勝手」を含むページの一覧/「勝手」で始まるページの一覧）。 代わりにウィクショナリーのページ「勝手」が役に立つかもしれません。 |